# رصدخانه کیسو
رصدخانه کیسو ( ژاپنی: 木曽観測所 Kiso Kansokujo) یک رصدخانه نجومی است که در کوه اونتاکه در ژاپن واقع شده است. این رصدخانه در سال ۱۹۷۴ ، به عنوان شاخه ای از رصدخانه نجوم توکیو، با هدف مطالعه اجرام نجومی فرا کهکشانی تاسیس شد.  از سال ۱۹۸۸، توسط موسسه نجوم، دانشکده علوم، دانشگاه توکیو ( ژاپنی: 東京大学天文学教育研究センター  نگهداری می شود. ). این رصد خانه دارای تلسکوپ ۱۰۵ سانتی متری از نوع لسکوپ اشمیت است. در حال حاضر این رصد خانه پذیرای ستاره شناسان از سراسر جهان میباشد.

در سال ۲۰۰۲ یک تسلکوپ تمام اتوماتیک ۳۰ سانتی متری با نام K.3T (Kiso 0.3-meter Telescope) به رصد خانه اضافه شد.  عمدتا این تلسکوپ در رصد ستارگان متغیر استفاده میشود. برای کمک به انجام مشاهدات تکراری متعدد در زمان طولانی. 

## لینک های خارجی
- رصدخانه کیسو
- دانشگاه توکیو